# П'єр Берже
П'єр Берже (фр. Pierre Bergé; нар. 14 листопада 1930 — пом. 8 вересня 2017) — французький промисловець і меценат, один із засновників дому моди Yves Saint Laurent і колишній партнер модельєра Іва Сен-Лорана.

## Ранні роки
Берже народився на острові Олерон (департамент Приморська Шаранта). Його мати Крістіана була співачкою-любителькою (сопрано) і прогресивною вчителькою, яка використовувала метод Монтессорі. Батько працював у податковій службі й був любителем регбі. Берже навчався в Ліцеї Ежена Фромантена у Ла-Рошелі, а потім вирушив до Парижу. У день приїзду, коли він ішов Єлисейськими Полями, французький поет Жак Превер приземлився на нього, випавши з вікна своєї квартири. У перші роки в Парижі Берже подружився з молодим французьким художником Бернаром Бюффе та зіграв велику роль у його становленні.

## Ів Сен-Лоран
Берже познайомився з Івом Сен-Лораном у 1958 році. У них зав'язалися романтичні стосунки, і разом вони у 1961 році відкрили дім моди Yves Saint Laurent. Пара розлучилася у 1976 році, але вони залишилися друзями й діловими партнерами на все життя. Берже виступав як генеральний директор Yves Saint Laurent до 2002 року. Багато вклавши у репутацію та спадщину дому, він був відомий як «настоятель Yves Saint Laurent». За даними The New York Times, за кілька днів до смерті Сен-Лорана у 2008 році вони уклали громадянський союз.
У 1992 році Берже продав акції Yves Saint Laurent саме перед тим, як компанія опублікувала погані економічні показники. У 1996 році це визнали інсайдерською торгівлею, і він був засуджений до штрафу в розмірі мільйона франків. Після відходу Сен-Лорана з дому моди у 2002 році Берже став президентом Pierre Bergé-Yves Saint Laurent Foundation.

## Культурна та політична діяльність
У 1987 році Берже запустив французький журнал Globe, який підтримав кандидатуру Франсуа Міттерана на президентських виборах. Берже брав участь у всіх передвиборних мітингах на підтримку Міттерана. Пізніше він став президентом Асоціації друзів Інституту Франсуа Міттерана. У 1993 році він допоміг запустити журнал Globe Hebdo.
Давній шанувальник і покровитель опери, Міттеран у 1988 році призначив Берже президентом Опери Бастилії. Берже пішов у відставку з поста в 1994 році, ставши почесним президентом Паризької національної опери. Він був президентом Médiathèque Musicale Mahler, некомерційної бібліотеки з великими колекціями музики XIX і XX століття. Він також був президентом комітету Жана Кокто і винятковим власником усіх моральних прав на роботи Жана Кокто.
У липні 1992 року Берже був призначений послом доброї волі ЮНЕСКО. Прихильник прав геїв, він підтримував асоціацію з боротьби зі СНІДом, Act Up-Paris і став власником журналу Têtu. Він також був одним з акціонерів Pink TV. У 1994 році він з Лін Рено брав участь у створенні асоціації Sidaction і став її президентом у 1996 році. Sidaction є однією з головних асоціацій з боротьби зі СНІДом у Європі.
У лютому 2009 року Берже виставив на продаж колекцію творів мистецтва, яку він збирав разом із Сен-Лораном. У колекції були дві з дванадцяти бронзових голів статуй, вкрадених зі Старого літнього палацу в Китаї під час Другої опіумної війни. Коли Китай попросив повернути ці статуї, Берже заявив: «Я готовий запропонувати цю бронзову голову китайцям просто зараз. Все, що їм потрібно зробити, це оголосити, що вони збираються дотримуватися прав людини, повернути тибетцям свободу і погодитися прийняти Далай-ламу на їхній території». Коли китайський колекціонер Цай Мінчао виграв аукціон і відмовився платити з «моральних і патріотичних причин», Берже вирішив залишити їх собі.
У 1980-х роках придбав разом з Івом Сен-Лораном Сад Мажорель у Марракеші, Марокко, що сьогодні є однією з найвизначніших пам'яток міста. Вони відкрили в ньому музей берберського мистецтва, в якому зібрана колекція з різних частин королівства, від Рифу до Сахари. У листопаді 2010 року Берже купив частку у французькій газеті Le Monde.

## Нагороди
Берже нагороджувався орденом Оранських-Нассау, орденом «За заслуги» (офіцер), орденом Мистецтв і літератури (командор) і орденом Почесного легіону (командор).